# Shanghai Cooperation Organisation
Shanghai Cooperation Organisation (SCO) er et samarbejde med fokus på regionalt samarbejde om økonomi, sikkerhed og anti-terrorisme der blev grundlagt i 1996 af Kina, Rusland, Kasakhstan, Kirgisistan, Tadsjikistan og Usbekistan. Organisationen er en fortsættelse af Shanghai Five hvorefter Usbekistan i 2001 er kommet med, samt Indien og Pakistan i 2015.
I 2005 forbød organisationen amerikanske baser i dens medlemslande, hvilket bl.a. betød lukning af den amerikanske K-2 base i Usbekistan. USA søgte samme år om observatørstatus i alliancen, men blev afvist. Tyrkiet har også søgt observatørstatus, men måtte nøjes med at blive dialog-partner grundet dets NATO-medlemskab.
Pakistan og Indien havde været observatører i næsten 10 år, før de begge blev optaget den 10. juli 2015. Kina har stor indflydelse på Pakistan og omvendt har Rusland det på Indien. Det er et eksempel på, at SCO har blødgjort regionale spændinger.

## Medlemslande
| Optagelse      | Land         | Udvidelse    | Noter                                               |
| -------------- | ------------ | ------------ | --------------------------------------------------- |
| 26. april 1996 | Rusland      | Grundlæggere | Atommagt og permanent medlem af FN's Sikkerhedsråd. |
| 26. april 1996 | Kina         | Grundlæggere | Atommagt og permanent medlem af FN's Sikkerhedsråd. |
| 26. april 1996 | Kasakhstan   | Grundlæggere |                                                     |
| 26. april 1996 | Kirgisistan  | Grundlæggere |                                                     |
| 26. april 1996 | Tadsjikistan | Grundlæggere |                                                     |
| 15. juni 2001  | Usbekistan   | Første       |                                                     |
| 10. juli 2015  | Pakistan     | Anden        | Atommagt                                            |
| 10. juli 2015  | Indien       | Anden        | Atommagt                                            |
| 4. juli 2023   | Iran         | Tredje       | Atommagt                                            |

Observatører (lande under optagelse)
- Afghanistan
- Mongoliet
- Hviderusland

Dialog-partnere
- Sri Lanka (har søgt observatørstatus)
- Nepal (har søgt observatørstatus)
- Tyrkiet (afvist som observatør, grundet NATO-medlemskab)
- Armenien (har søgt observatørstatus)
- Aserbajdsjan (har søgt observatørstatus)
- Cambodja (har søgt observatørstatus)

Gæster
- Turkmenistan

## Historie
- 1996 - møde 26. april i Shanghai, hvor lederne i Kina, Rusland, Kasakhstan, Kirgisistan og Tadsjikistan blev enige om en aftale, som skulle sænke spændingen i grænseområderne mellem landene («Соглашения об укреплении доверия в военной области в районе границы»/[1]/《关于在边境地区加强军事领域信任的协定》[2]). Dette møde blev starten på samarbejdet, som skulle blive kaldt «the Shanghai Five».
- 1997 - topmøde 24. april i Moskva, hvor man undertegnede en aftale om styrkereduktioner i grænseområderne («Соглашении о взаимном сокращении вооружённых сил в районе границы» [1]/《关于在边境地区相互裁减军事力量的协定》[2]).
- 1998 – topmøde i Almaty (Kasakhstan)
- 1999 – topmøde i Bisjkek (Kirgisistan)
- 2000 – topmøde i Dusjanbe (Tadsjikistan)
- 2001 – topmøde 15. juni i Shanghai, hvor Usbekistan blev optaget i Shanghai fem samarbejdet og lederne for de seks medlemslande undertegnede deklarationen om Shanghai Cooperation Organisation med mål om at udvide samarbejdet i regionen. I juli undertegnede Kina og Rusland en aftale om Godt naboskab og venlig samarbejde.
- 2002 – topmøde 7. juni i Sankt Petersburg hvor SCO charteret blev undertegnet og SCO etableret som en international organisation.
- 2003 – topmøde 29 maj i Moskva, første fælles militærøvelse
- 2004 – topmøde 17. juni i Tasjkent (Usbekistan) hvor der blev annonceret samarbejde i kampen mod terror og narkotika og oprettelse af et anti-terror bureau med hovedkontor i Tasjkent. Mongoliet fik observatørstatus.
- 2005 – topmøde 5. juli i Astana (Kasakhstan), hvor Indien, Iran og Pakistan fik observatørstatus. Mongoliet, Iran og Pakistan har senere søgt om fuld medlemsstatus. I august gennemførte Kina og Rusland en fælles militærøvelse kaldet "Fredsmission 2005" (Peace Mission 2005) i Shandong-provinsen.
- 2006 – topmøde 15. juni i Shanghai
- 2007 - topmøde 16-17 august i Bisjkek (Kirgisistan), samtidig (9-17 august) blev der gennemført en fælles antiterror-/militærøvelse kaldet "Fredsmission 2007" (Peace Mission 2007) i Tsjeljabinsk nær Uralbjergene .